# Always Look on the Bright Side of Life
Always Look on the Bright Side of Life (укр. «Завжди дивись на світлу сторону життя») — пісня британської комік-групи Монті Пайтон, написана Еріком Айдлом 1979 року для фільму Життя Брайана за Монті Пайтон. Пісня стала використовуватись на громадських заходах, таких як футбольні матчі. За результатами опитування, проведеного організацією «Children's Society» у 2008 році, кожен п'ятий британець хотів би, щоб на його похороні грала ця пісня. Пісня випущена 1991 року синглом на CD.

## Список композицій
1. "Always Look on the Bright Side of Life" — 3:33
2. "I Bet You They Won't Play This Song on the Radio"
3. "I'm So Worried"

## Події
- Пісня виконувалась на похоронах Грехема Чепмена 1989 року.
- Пісня була виконана Еріком Айдлом на Церемонії закриття XXX літніх Олімпійських ігор в Лондоні.